# Β-Fass

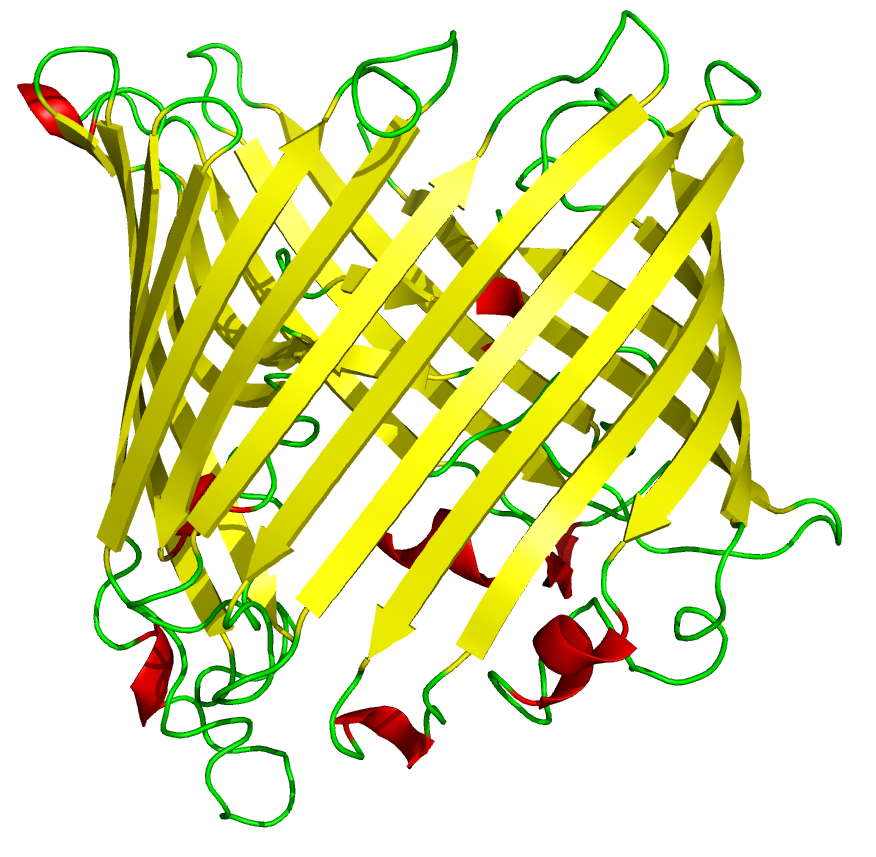
Bändermodell eines Sucrose spezifischen Porins aus Salmonellen: Seitenansicht (parallel zur Membran) der β-Fass-Struktur mit den antiparallelen β-Faltblättern.

Ein β-Fass (engl. β-barrel) ist ein Proteinstruktur-Motiv, das besonders in porenbildenden Proteinen vorkommt. Es besteht aus mindestens fünf β-Faltblättern, die im Kreis angeordnet sind und so eine Röhre (die Pore) bilden, die meist für die Funktion des Proteins als Transportprotein verantwortlich ist. Der Innendurchmesser einer solchen Pore kann von wenigen bis mehreren Dutzend Ångström betragen.